# Stenoxia extirpens
Stenoxia extirpens là một loài bướm đêm trong họ Noctuidae.